# Saint-Jean-de-Daye
Saint-Jean-de-Daye è un comune francese di 618 abitanti situato nel dipartimento della Manica nella regione della Normandia.

## Società

### Evoluzione demografica
Abitanti censiti